# Duboisvalia simulans
Duboisvalia simulans is een vlinder uit de familie Castniidae. De wetenschappelijke naam van de soort is, als Gazera simulans, in 1875 door Jean Baptiste Boisduval gepubliceerd.
De soort komt voor in het Neotropisch gebied.

## Ondersoorten
- Duboisvalia simulans simulans (Colombia, Bolivia, Venezuela)
  - = Castnia intermedia Pfeiffer, 1917
  - = Castnia melessus columbiana Rothschild, 1919
  - = Castnia garleppi Preiss, 1899
  - = Castnia hahneli Preiss, 1899
  - = Duboisvalia simulans garleppi Lamas, 1995
  - = Duboisvalia simulans hahneli Lamas, 1995
- Duboisvalia simulans melessus (Druce, 1890) (Peru)
  - = Castnia melessus Druce, 1890
- Duboisvalia simulans michaeli (Preiss, 1899) (Brazilië)
  - = Castnia michaeli Preiss, 1899
- Duboisvalia simulans modificata (Strand, 1913) (Colombia)
  - = Castnia modificata Strand, 1913
- Duboisvalia simulans securis (Talbot, 1929) (Brazilië)
  - = Castnia securis Talbot, 1929
- Duboisvalia simulans songata (Strand, 1913) (Bolivia)
  - = Castnia songata Strand, 1913
- Duboisvalia simulans tarapotensis (Preiss, 1899) (Peru)
  - = Castnia tarapotensis Preiss, 1899